# Klingenhalle Solingen

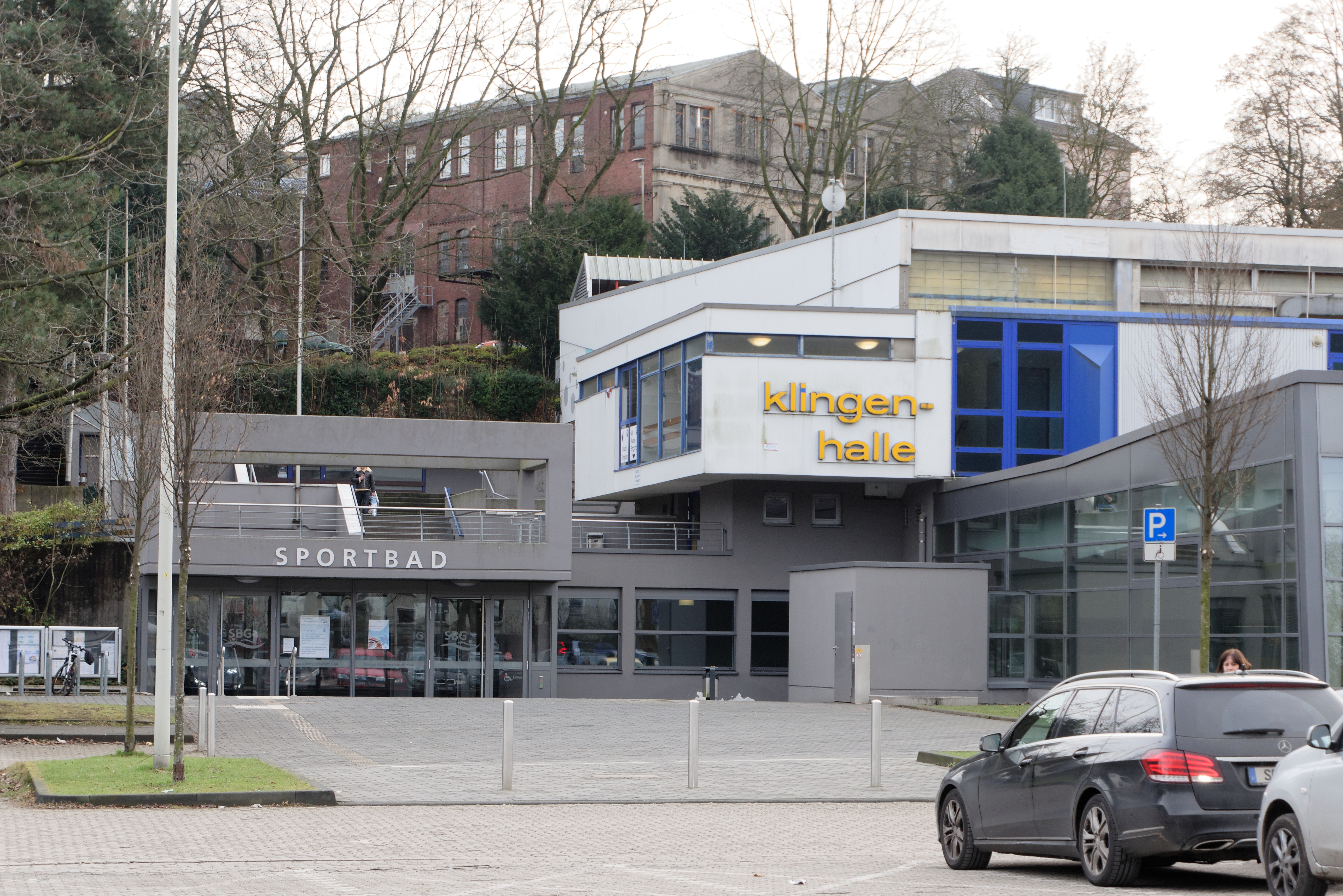
Klingenhalle Solingen, Eingangsbereich

Die Klingenhalle ist eine kombinierte Halle aus Sporthalle und Hallenbad in Solingen, die am 18. August 1973 eröffnet und in den Jahren 2010/2011 umfangreich erweitert wurde.

## Lage und Beschreibung
Die Klingenhalle liegt in der Weyersberger Senke im Solinger Stadtbezirk Mitte. Ihre Adresse lautet Kotter Straße 9, 42651 Solingen. Angrenzend befindet sich der Baseballpark Weyersberg.
Die Halle besteht aus zum einen aus einer Dreifach-Sporthalle mit 57 m × 33 m = 1881 m² für die Sportarten Handball, Basketball, Volleyball und Badminton mit einer Besucherkapazität von bis zu 2713 Menschen, in der Handball-Bundesliga mit 2.491 Plätzen. Im Wechsel mit der Uni-Halle in Wuppertal finden in der Klingenhalle Solingen die Heimspiele des Handballbundesligisten Bergischer HC statt. Zum anderen besteht die Klingenhalle aus einem Hallenbad mit einem Sportbecken mit 20,00 m × 50,00 m und einem Lehrschwimmbecken mit Hubboden von 12,50 m × 25,00 m.
Neben einer Anbindung an den öffentlichen Personennahverkehr bietet der Veranstaltungsort im Nahbereich Platz für 460 Fahrzeuge auf den Parkplätzen am Weyersberg und an der Kotter Straße.

## Geschichte
Nachdem der Wunsch nach einer neuen Multifunktionshalle in vielen Solinger Sportvereinen immer lauter wurde, nahm die Stadt schließlich Anfang der 1970er Jahre den Bau einer Halle am Weyersberg gegenüber der Spar- und Bauvereinssiedlung in Angriff. Am 18. August 1973 wurde die Halle feierlich eröffnet. Einige Monate später erst erhielt die neue Halle ihren heutigen Namen.:49 Im September 1974 wurde die Deutsche Dreiband-Meisterschaft 1974/75 in der Klingenhalle ausgetragen.
Das Schwimmbad der Klingenhalle wurde mit finanziellen Mitteln aus dem Konjunkturpaket II ab dem Baustart im April 2010 um ein zusätzliches 25-Meter-Becken nach Norden erweitert. Die Baukosten betrugen insgesamt rund 6,8 Millionen Euro. Nach 13 Monaten Bauzeit konnte das Schwimmbad im Mai 2011 weitgehend fertiggestellt und am 7. September 2011 für die Öffentlichkeit freigegeben werden. In diesem Zusammenhang konnte das Hallenbad im Stadtteil Ohligs außer Betrieb genommen werden.
Für den Erstliga-Handball wurde die Halle erstmals von 2000 bis 2002 von der damaligen SG Solingen in Anspruch genommen. Als der Fusionsclub Bergischer HC 2011 wieder in die erste Liga aufstieg, waren kleinere bauliche Veränderungen vonnöten, so wurden zum Beispiel im Sommer 2013 für 60.000 Euro 200 zusätzliche Sitzplätze geschaffen.
Seit der Saison 2023/24 spielt der Bergische HC keine Handball-Bundesliga-Spiele mehr in der Klingenhalle.

## Zukunft
Da die Klingenhalle in die Jahre gekommen ist und für Profisport-Vereine wie den Bergischen HC kaum noch tauglich ist, gibt es seit Langem Diskussionen um eine Sanierung und Modernisierung oder den Abriss und Neubau einer modernen Multifunktionshalle. 2021 gab es Pläne für einen Abriss der Klingenhalle und den Neubau einer Arena nebenan, der Baustart sollte 2023 erfolgen. Mitte 2023 wurde jedoch bekannt, dass die neue Arena nicht am Weyersberg entstehen werde. Stattdessen wird nun die Sanierung der Klingenhalle diskutiert.